# دختر پرتقال
دختر پرتقال (به نروژی: Appelsinpiken) نام داستانی فلسفی از یوستین گردر، نویسندهٔ نروژی است که در سال ۲۰۰۳ منتشر شده‌است.

## خلاصه داستان
در این داستان پسر پانزده ساله‌ای به‌طور اتفاقی به دست‌نوشته‌ای از پدرش دست می‌یابد. در حالی که پدرش ۱۱ سال پیش به دلیل ابتلا به بیماری صعب‌العلاجی از دنیا رفته و در آستانه مرگ، نامهٔ دور و درازی برای پسرش از خود به جا گذاشته‌است. به گفته مادرش، بیش‌ترین غم و اندوه پدر در آستانه مرگ این بوده‌است که پیش از آن که بتواند پسرش را بشناسد باید بمیرد. دختر پرتقال گفتگوی فلسفی و شاعرانه بین پدر و پسری است که در دو زمان مختلف زیسته‌اند. پدر ماجرای آشنایی با دختری را به شیوه‌ای جذاب برای پسرش بازگو می‌کند. پسر با خواندن یادداشت‌های پدرش دید جدیدی نسبت به زندگی پیدا می‌کند.
ترجمه فارسی این کتاب با ترجمه مهرداد بازیاری توسط نشر هرمس، ترجمه امید اقتداری توسط انتشارات تهران و مهوش خرمی‌پور توسط کتابسرای تندیس به چاپ رسیده‌است.